# Кушалинский район
Кушалинский район — административно-территориальная единица в составе РСФСР, существовавшая в 1935—1956 годах.
Административный центр — село Кушалино.
Кушалинский район образован 5 марта 1935 года в составе Калининской области из сельсоветов Калининского и Рамешковского районов.
В 1940 году в состав района входили следующие сельсоветы:
1. Амачкинский
2. Афатовский
3. Б. Кушальский
4. Ведновский
5. Волковский
6. Заскольский
7. Застолбский
8. Иванцевский
9. Кушалинский
10. Петро-Озерский
11. Погорельский
12. Романовский
13. Славновский

Упразднен 4 июля 1956 года. Территория вошла в состав Калининского, Рамешковского и Горицкого районов.
Сейчас территория бывшего Кушалинского района входит в состав Калининского и Рамешковского районов Тверской области.